# Andreas Tiefenbacher
Andreas Tiefenbacher (* 20. Juni 1961 in Bad Ischl, Oberösterreich) ist Sozialpädagoge und Autor.
Tiefenbacher lebt in Bad Goisern und Wien.
Seit 1988 veröffentlicht er in Kultur- und Literaturzeitschriften, wie etcetera, Die Rampe, DUM, „Landstrich“ oder „Zwischenwelt“, in Anthologien und im Österreichischen Rundfunk.
Seit 2001 verfasst er auch Literaturkritiken für „Bücherschau“, Die Furche, kolik, Kulturbericht Oberösterreich, Literatur und Kritik, literaturkritik.de und für das Literaturhaus Wien Buchmagazin. Seit 2006 veröffentlicht er Texte für Kinder.
Seit 1995 ist er Mitglied der Grazer Autorinnen Autorenversammlung (GAV).

## Preise und Stipendien
- Heinrich Gleißner Jugendpreis 1987 für Kurzprosa
- Ernst-und-Rosa-von-Dombrowski-Stiftungspreis für Literatur 1993
- Seit 1994 Arbeitsstipendien des Landes Oberösterreich und des österreichischen Bundesministeriums für Unterricht, Kunst und Kultur
- 1. Preis beim Wettbewerb „typisch Brigittenau“ der Gebietsbetreuung der Stadt Wien 1995
- Talentförderungsprämie für Literatur des Landes Oberösterreich 1996
- Projektstipendium für Kinder- und Jugendliteratur der Literaturabteilung im österreichischen Bundeskanzleramt 2001
- Aufenthaltsstipendium des Landes Oberösterreich für die Atelierwohnung in der „Villa Stonborough-Wittgenstein“ in Gmunden 2003
- Aufenthaltsstipendium des Landes Oberösterreich für das Atelier im „Egon Schiele Art Centrum“ in Krummau 2003 und 2004
- Ernst Koref-Preis für Literatur 2005
- Mira-Lobe-Stipendium 2008
- Aufenthaltsstipendium des Landes Oberösterreich für das Atelier im „Egon Schiele Art Centrum“ in Krummau 2008

## Werke
- Der Möchtler. Verlag Styria, Graz/Wien/Köln 1995, ISBN 9783222123443 (Roman)
- Herzkot. Verlag Styria, Graz/Wien/Köln 1997, ISBN 9783222125232 (Roman)
- Christbaumcrash. Kitab Verlag, Klagenfurt/Wien 2012, ISBN 9783902585875 (Roman)
- Der Liebesdilettant. Verlag Wortreich, Wien 2017, ISBN 9783903091252 (Roman)